# Іспас (Альберта)
Іспас — населений пункт в Альберті, Канада.
Громада була названа на честь села Іспас, що на Буковині — батьківщини першого поштаря цього населеного пункту.
В поселенні діє українська православна церква.